# Филонов, Сергей Владимирович
Сергей Владимирович Филонов — российский синолог, доктор исторических наук, профессор Кафедры китаеведения Амурского государственного университета, руководитель Центра синологических исследований АмГУ.

## Биография
В 1989 г. окончил Восточный факультет Ленинградского государственного университета по специальности «восточные языки и литература». После окончания ВУЗа работал в коммерческих компаниях в Амурской области. С 1996 г. работает на Кафедре китаеведения Амурского государственного университета (Благовещенск). Стажировался в КНР — в Первом институте иностранных языков Пекина.
В 1995—1999 обучался в аспирантуре Восточного факультета СпбГУ по специальности «литература стран Азии и Африки», научный руководитель — проф. Е. А. Серебряков и проф. Е. А. Торчинов. В 2007 г. защитил диссертацию на соискание учёной степени кандидата философских наук по теме «Ранний этап формирования религиозной традиции даосизма (на материале „Дао цзана“)», научный руководитель — проф. Е. А. Торчинов. В 2007 г. защитил диссертацию на соискание учёной степени доктора исторических наук по теме «Даооские письменные памятники III—VI вв. как источник по истории китайской цивилизации : по материалам шанцинского книжного собрания».

## Область научных интересов
История формирования и структурные классификации Даосского Канона («Дао цзана»), ранние религиозные тексты даосизма (III—VI века), даосский монастырь в системе китайской культуры, тезаурус даосских текстов откровения традиций Шанцин и Линбао и методология его интерпретации (разработка методологии текстолого-филологической герменевтики для анализа ранних текстов даосской религиозной традиции).
Является автором монографии «Золотые книги и нефритовые письмена: даосские письменные памятники III—VI вв» . В рецензии на книгу доктор философских наук И. В.  Белая, ведущий научный сотрудник отдела Китая Института востоковедения РАН характеризует книгу как «первую в нашей стране монографию, посвященную даосской школе Шанцин и ее репрезентативным письменным памятникам, отразившим оформление и изменение представлений, практических методов и идей этого даосского учения в исторической ретроспективе», а её автора как «безусловно, ведущего специалиста в области изучения даосизма»,  а также указывает на самостоятельное значение справочного аппарата книги. Автор более 100 научных публикаций, а также ряда электронных научных изданий и мультимедийных учебных пособий. Полный список публикаций и проектов приведён на сайте АмГУ.

## Награды
- Медаль ордена «За заслуги перед Отечеством» II степени[5][1].
- Грант Научно-исследовательского центра китаеведения Тайваня[6].